# Майсад
Майсад (др.-греч. Μαισάδης) — правитель в Одрисском царстве во второй половине V века до н. э.
Майсад, происходил, видимо, из царского рода Тересидов, так как его сын Севт II, по свидетельству Ксенофонта, называл Тереса I своим предком. Майсад был наместником в Одрисском царстве во времена Ситалка (К. А. Анисимов) или же Севта I (Т. Д. Златковская, М. Ф. Высокий). Т. Златковская и К. Порожанов считают его парадинастом. По предположению С. М. Крыкина, Майсад был внуком Тереса I, к которому после гибели Ситалка в 424 году до н. э. при разделе земель перешли юго-восточные территории, а его «сюзереном» был Амадок. И. Венедиков и Т. Герасимов высказали предположение, что Майсад мог быть сыном Севта I и правил около 410—405 годов до н. э. Майсад властвовал над жившими у западного побережья Понта финами, транипсами и меландитами, входившими, вероятно, по предположению К. Анисимова, в один племенной союз и представлявшими собой гораздо менее развитое общество, чем одриссы. Возможно, знать этих народностей была уничтожена во время экспансии одриссов. В научной литературе высказываются различные точки зрения о территории земель, которые контролировал Майсад. По мнению К. Анисимова, исходящего из сведений Ксенофонта, они простирались вдоль побережья Пропонтиды от Перинфа до окрестностей Византия. Северную границу, вероятно, составлял мыс Финиада.
Майсад был свергнут восставшими поданными и скончался в изгнании от болезни. Его сын Севт II возвратил с помощью Амадока I и греческих наёмников Ксенофонта владения своего отца. По замечанию Т. Златковской и К. Анисимова, на нумизматическом материале потомков Майсада изображалась одна и та же эмблема — сосуд для хранения зерна с двумя ручками — кипсела, символ одноимённого города, где чеканились их монеты.